# 113394 Niebur
113394 Niebur è un asteroide della fascia principale. Scoperto nel 2002, presenta un'orbita caratterizzata da un semiasse maggiore pari a 2,7738311 UA e da un'eccentricità di 0,0709652, inclinata di 1,29861° rispetto all'eclittica.